# Philip Rosenthal

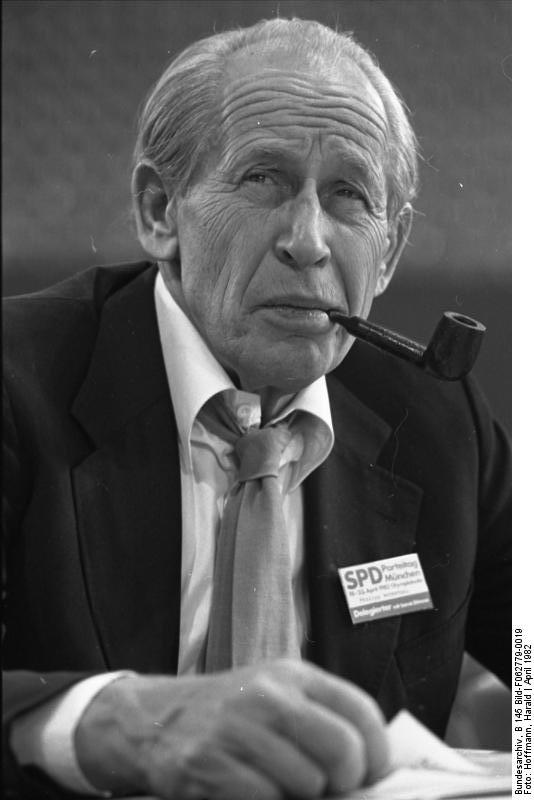
Philip Rosenthal, 1982

Philip Rosenthal (geboren am 23. Oktober 1916 in Berlin; gestorben am 27. September 2001 in Selb) war ein deutscher Industrieller und Politiker (SPD). Der Bundestagsabgeordnete war 1970/1971 Parlamentarischer Staatssekretär.

## Frühe Jahre
Der einzige Sohn des Porzellanfabrikanten Philipp Rosenthal aus dessen zweiter Ehe mit Maria Rosenthal (geb. Frank, gesch. Franck) besuchte das Lyceum Alpinum Zuoz und das Wittelsbacher-Gymnasium in München. 1932 wurde er Mitglied der Hitlerjugend und dort 1933 zum Kameradschaftsführer ernannt.
Wegen seiner jüdischen Herkunft musste er mit seiner Familie 1934 nach England emigrieren. Er besuchte das St. Laurence College in Ramsgate und promovierte später in Oxford zum Master of Arts in Philosophie, Politik und Wirtschaftswissenschaften. Mit Kriegsausbruch meldete er sich am 8. September 1939 in Marseille als Freiwilliger zur französischen Fremdenlegion und diente in Algier. Seine Erlebnisse in der Legion schrieb er in seinem Buch Einmal Legionär nieder. Als infolge des Westfeldzuges das Vichy-Regime entstand, wollte er diesem nicht dienen und gelangte nach mehreren erfolglosen Fluchtversuchen 1942 über Gibraltar wieder nach England. Dort arbeitete er als Bäckerlehrling, Sprachlehrer und Journalist. Schließlich war er in der Propagandaabteilung des Foreign Office unter anderem beim Soldatensender Calais tätig.

## Unternehmer und Designer
1947 ging er auf Wunsch der Familie zur Wahrnehmung der Wiedergutmachungsansprüche nach Selb. 1950 trat Philip Rosenthal in die väterliche Porzellanfirma, die Rosenthal AG, ein und wurde 1952 Leiter der Designabteilung. 1958 bis 1970 und 1972 bis 1981 war er Vorstandsvorsitzender. In dieser Zeit hatte das Unternehmen über 10.000 Mitarbeiter. Von 1981 bis 1989 amtierte er als Vorsitzender des Aufsichtsrats. Als einer der ersten deutschen Unternehmer führte er 1963 ein Beteiligungssystem für Arbeitnehmer ein, „Sagen und Haben“ durch Mitbestimmung und Vermögensbildung am Produktivkapital. 1968 machte Rosenthal Schlagzeilen, als er seinen Privatanteil am Firmeneigentum testamentarisch einer Stiftung zur Fortbildung von Arbeitern zu Führungskräften vermachte.
Außerdem war Philip Rosenthal Präsident des Rates für Formgebung (1977–1986), Vorsitzender des Bauhaus-Archivs in Berlin sowie Vorsitzender des Verbandes der Keramischen Industrie. Sein zentrales Anliegen als Mensch und Unternehmer war die „gestaltete Umwelt“ mit originaler Kunst und zeitgemäßem Design zur Erhöhung der Lebensqualität des Einzelnen. In Zusammenarbeit mit herausragenden Künstlern und Designern aus aller Welt gelang es Philip Rosenthal in den späten 1950er und den 1960er Jahren, die Rosenthal Studio-Linie zu einem anerkannten Leitbild für modernes Design zu machen. Aus der Porzellanfabrik seines Vaters wurde ein Unternehmen für zeitgemäße Tisch- und Wohnkultur. 1988 wurde Philip Rosenthal als Professor für Design an die Hochschule für Künste Bremen berufen.
Einer seiner Leitsprüche lautete: „Wer zu spät an die Kosten denkt, ruiniert sein Unternehmen. Wer zu früh an die Kosten denkt, tötet die Kreativität.“

## Politiker
1969 trat er der SPD bei und wurde im selben Jahr und 1972 als Direktkandidat im Wahlkreis Goslar – Wolfenbüttel in den Bundestag gewählt, danach über die bayerische Landesliste seiner Partei. Im September 1970 wurde der Unternehmer Parlamentarischer Staatssekretär im Wirtschaftsministerium unter Karl Schiller, trat wegen Differenzen mit diesem über das Tempo der Umsetzung der Arbeitnehmerbeteiligung am Produktivvermögen jedoch im November 1971 von diesem Amt zurück: Bundestagsabgeordneter blieb Rosenthal aber bis 1983. Von 1974 bis 1976 und seit 1980 war er Vorstandsmitglied der SPD-Fraktion.

## Privates
Philip Rosenthal war insgesamt fünfmal verheiratet. Seine dritte Ehefrau war die Schauspielerin Bettina Moissi.

## Ausstellungen
- 2016: Rosenthal – ein Mythos. Zwei Männer schreiben Geschichte. Porzellanikon, Hohenberg an der Eger und Selb.[10]

## Porträtiert von Andy Warhol
Philip Rosenthal mit Zigarre (1980), Andy Warhol, Siebdruck, 100 × 100 cm, Leihgabe der Rosenthal AG an das Museum Ulm.

## Auszeichnungen (Auswahl)
- 1968: Bayerischer Verdienstorden
- 1973: Bundesverdienstkreuz 1. Klasse
- 1981: Großes Bundesverdienstkreuz
- 1982: Ehrenbürgerschaft von Atlanta
- 1989: Ehrenbürgerschaft der Stadt Selb
- 1993: Niedersächsischer Verdienstorden

## Werke
- Einmal Legionär. Albrecht Knaus, Hamburg 1980, ISBN 3-8135-1085-9.

## Filme
- 1974: Philip Rosenthal. Reihe: Mäzene. Eine Produktion des Saarländischen Rundfunks (15 Minuten). Buch und Regie: Klaus Peter Dencker
- 2017: Philip Rosenthal – Der Unternehmer, der nicht an den Kapitalismus glaubte (Dokumentarfilm). Buch und Regie: Dominik Graf